# 尤金·宾汉
尤金·库克·宾汉（英語：Eugene Cook Bingham，1878年12月7日—1948年11月6日），也译作宾厄姆，美国化学家。曾任拉法耶特学院化学系教授与系主任。宾汉和马尔克斯·雷纳一起开创了流变学这一学科，并于1929年创造了“rheology”（流变学）这一名词。宾汉在流变学的理论研究和实际应用方面均有较多贡献，最著名的是提出宾汉模型，在模型中，当应力小于某一临界值时，流体呈现纯弹性体特征，应变速率为零。当应力大于临界值时，流体呈现为牛顿流体。符合这一描述的流体，即被称为“宾汉流体”。在宾汉担任美国化学会米制委员会主席时，曾发起在美国推广米制的运动。1948年宾汉逝世后，流变学协会每年颁发宾汉奖章，为流变学领域的最高奖赏之一。